# オールアットワンス (競走馬)
オールアットワンス（欧字名:All at Once、2018年4月24日 - ）は、日本の競走馬。主な勝ち鞍は2021年・2023年のアイビスサマーダッシュ。
馬名の意味は、ブリトニー・スピアーズの代表曲「オール・アット・ワンス」から。

## デビュー前
- 本項の出典は特記なき限りJBIS-Search[1][2]に基づく。

2018年4月24日にノーザンファームにて生まれる。父はフランスで調教され、フランス2000ギニーやジャック・ル・マロワ賞を制し、2017年から日本で種牡馬供用が始まったマクフィ。母はディープインパクトを父に持ち、函館スプリントステークスで2着に入るなど好走したシュプリームギフト。

## 戦績

### 2歳（2020年）
2020年7月19日、福島競馬場の新馬戦（芝1200m）にて、丸山元気鞍上でデビューし勝利。9月26日にはカンナステークス（芝1200m）に出走、ハナを取って逃げ切り1着。12月19日の中京2歳ステークスでは前走同様逃げ切りを図るが最終直線でゴールドチャリス、フォドラにかわされ3着。

### 3歳（2021年）
2021年に入り、2月27日のマーガレットステークスに福永祐一鞍上で出走するが5着。5月29日には葵ステークスに和田竜二鞍上で出走するが3着に敗れる。7月25日には距離を短縮し、初の重賞となるアイビスサマーダッシュに1番人気で出走。同レースを2019年に勝利、2020年にも2着に入っていたライオンボスを残り400m地点でかわし1着。マクフィ産駒として中央競馬の重賞初制覇を飾った。その後、11月28日の京阪杯では好位の4番手でレースを進めたが直線伸び切れず8着に終わる。

### 4歳（2022年）
4歳初戦として2月19日の京都牝馬ステークス(GIII)に出走し、10着。5月の韋駄天ステークス6着の後、連覇をかけて出走したアイビスサマーダッシュでは、内枠からの発走となったこともあり内ラチ沿いを走ったが6着に敗れ、その後長期休養に入った。

### 5歳（2023年）
1年の休み明けでアイビスサマーダッシュに出走。当初はチャウイク・ホーが騎乗する予定だったが前日落馬負傷したため石川裕紀人に乗り代わりとなった。レースでは前年と同枠からの発走となったが、序盤で外ラチ沿いにつけると馬群を割って進出し、ゴール手前で先に抜け出したトキメキをかわして2年ぶりの勝利を飾った。そして、GI初挑戦となったスプリンターズステークスでは終始後方追走のまま見せ場なく13着と惨敗。初のダート戦となったカペラステークスは16着と殿負けを喫し、この一戦を最後に現役を引退。12月14日付けでJRAの競走馬登録を抹消された。引退後は繁殖牝馬となる予定だが、繋養先は未定。

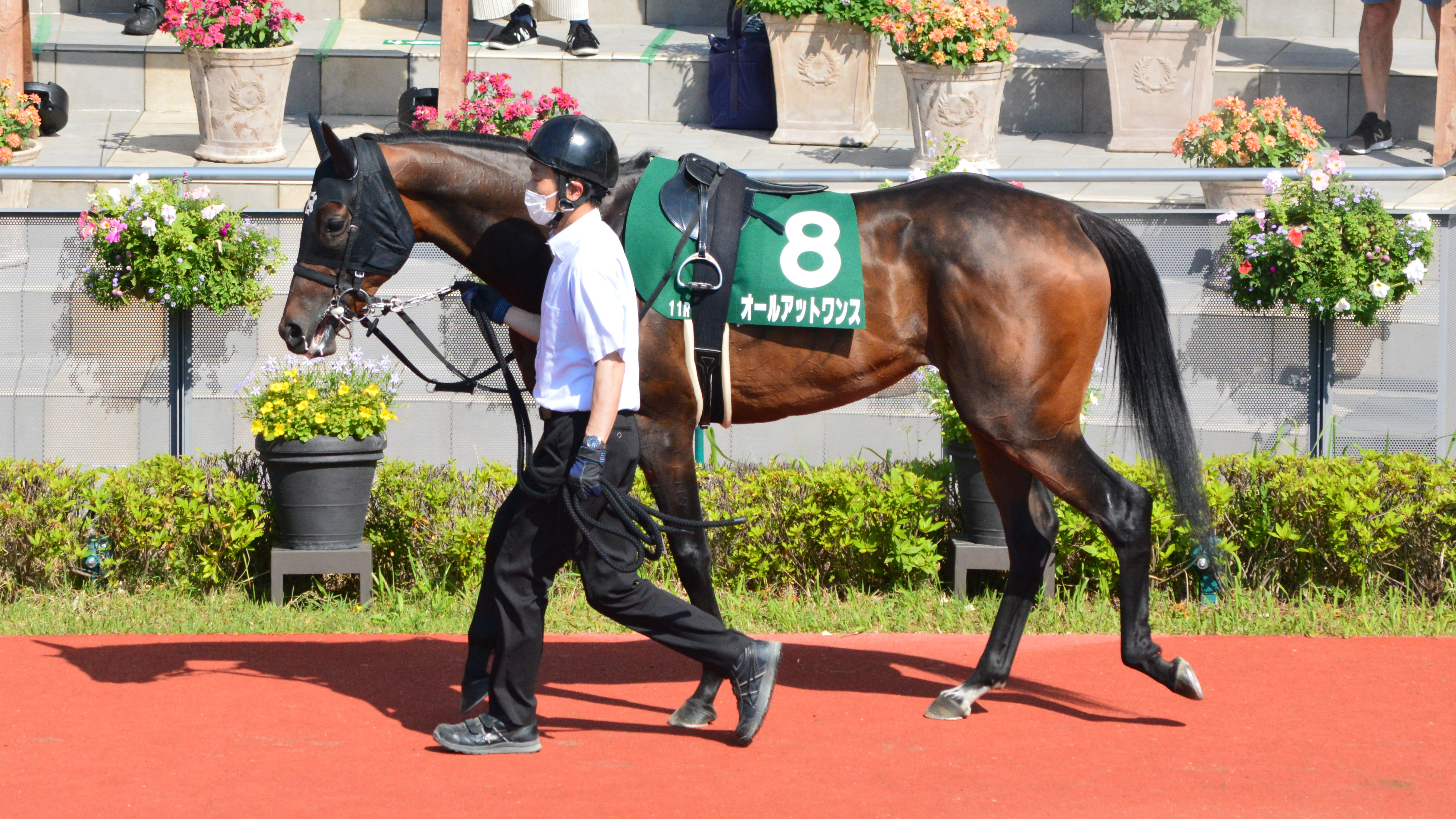
2021年葵S
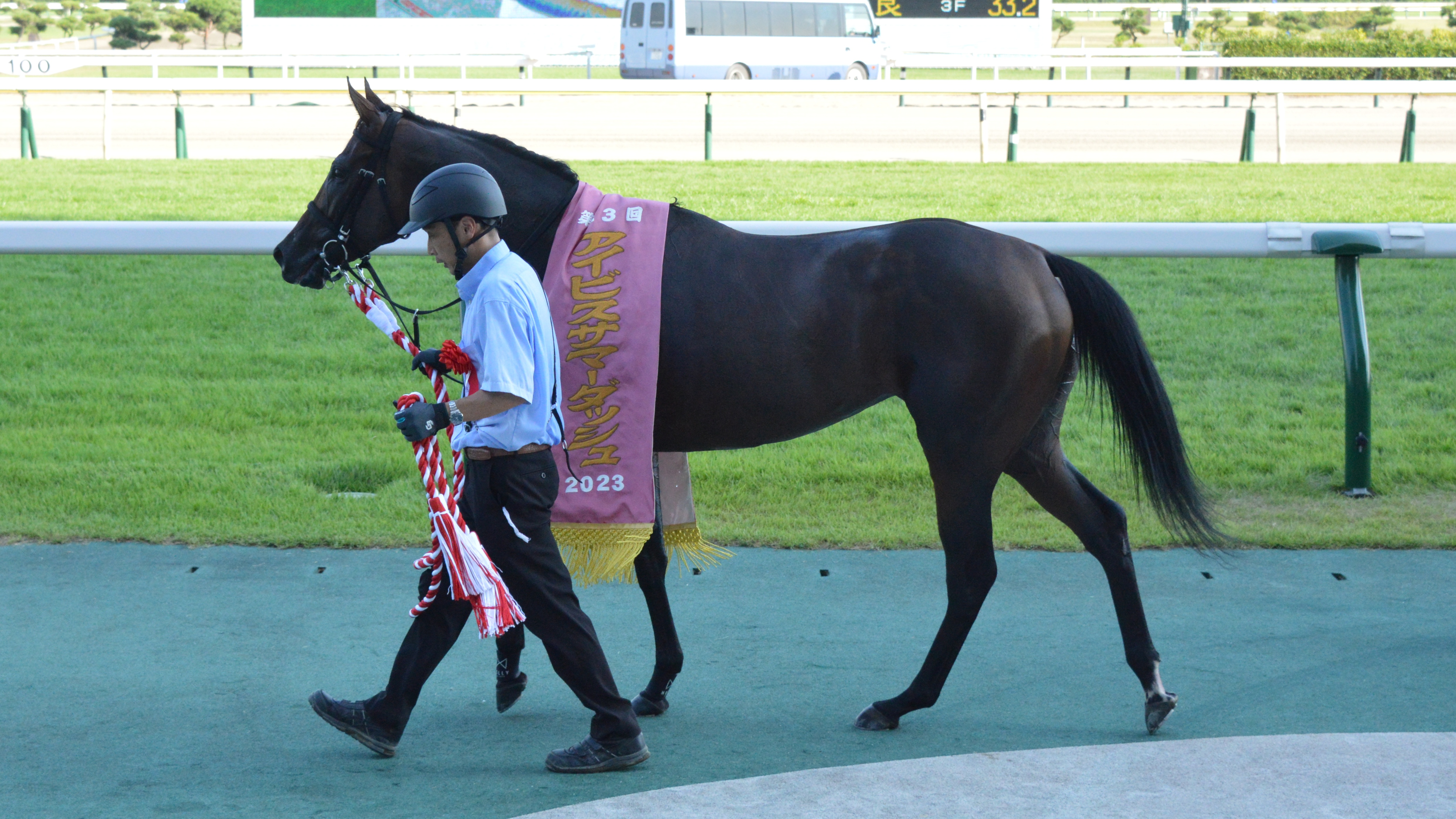
2023年アイビスSD

## 競走成績
- 以下の内容はnetkeiba.com[10]およびJBIS-Search[1]の情報に基づく。

| 競走日     | 競馬場 | 競走名          | 格   | 距離（馬場）  | 頭 数 | 枠 番 | 馬 番 | オッズ （人気） | 着順 | タイム （上り3F） | 着差 | 騎手        | 斤量 [kg] | 1着馬（2着馬）     | 馬体重 [kg] |
| ---------- | ------ | --------------- | ---- | ------------- | ----- | ----- | ----- | --------------- | ---- | ----------------- | ---- | ----------- | --------- | ------------------ | ----------- |
| 2020.07.19 | 福島   | 2歳新馬         |      | 芝1200m（良） | 12    | 6     | 8     | 003.40（1人）   | 01着 | R1:10.9（35.6）   | -0.0 | 0丸山元気   | 54        | （コスモサンレミ） | 430         |
| 0000.09.26 | 中山   | カンナS         | OP   | 芝1200m（稍） | 8     | 4     | 4     | 006.80（3人）   | 01着 | R1:09.9（35.7）   | -0.2 | 0丸山元気   | 54        | （クムシラコ）     | 440         |
| 0000.12.19 | 中京   | 中京2歳S        | OP   | 芝1200m（良） | 14    | 2     | 2     | 005.30（3人）   | 03着 | R1:09.7（35.6）   | -0.2 | 0菅原明良   | 55        | ゴールドチャリス   | 440         |
| 2021.02.27 | 阪神   | マーガレットS   | L    | 芝1200m（良） | 11    | 1     | 1     | 006.30（4人）   | 05着 | R1:08.7（34.6）   | -0.2 | 0福永祐一   | 54        | アスコルターレ     | 428         |
| 0000.05.29 | 中京   | 葵S             | 重賞 | 芝1200m（良） | 17    | 4     | 8     | 039.50（9人）   | 03着 | R1:08.2（34.3）   | -0.1 | 0和田竜二   | 54        | レイハリア         | 440         |
| 0000.07.25 | 新潟   | アイビスSD      | GIII | 芝1000m（良） | 16    | 7     | 14    | 004.10（1人）   | 01着 | R0:54.2（32.0）   | -0.1 | 0石川裕紀人 | 51        | （ライオンボス）   | 448         |
| 0000.11.28 | 阪神   | 京阪杯          | GIII | 芝1200m（良） | 16    | 2     | 4     | 013.30（5人）   | 08着 | R1:09.5（34.9）   | -0.7 | 0石川裕紀人 | 53        | エイティーンガール | 446         |
| 2022.02.19 | 阪神   | 京都牝馬S       | GIII | 芝1400m（良） | 18    | 5     | 10    | 067.2（14人）   | 10着 | R1:21.0（34.4）   | -1.3 | 0藤岡康太   | 54        | ロータスランド     | 446         |
| 0000.05.22 | 新潟   | 韋駄天S         | OP   | 芝1000m（良） | 16    | 2     | 4     | 009.50（5人）   | 06着 | R0:55.2（32.8）   | -0.4 | 0津村明秀   | 55        | マリアズハート     | 456         |
| 0000.07.31 | 新潟   | アイビスSD      | GIII | 芝1000m（良） | 18    | 2     | 3     | 020.30（8人）   | 06着 | R0:55.0（32.8）   | -0.6 | 0石川裕紀人 | 54        | ビリーバー         | 456         |
| 2023.07.30 | 新潟   | アイビスSD      | GIII | 芝1000m（良） | 18    | 2     | 3     | 039.20（9人）   | 01着 | R0:54.9（32.3）   | -0.2 | 0石川裕紀人 | 55        | （トキメキ）       | 474         |
| 0000.10.01 | 中山   | スプリンターズS | GI   | 芝1200m（良） | 16    | 4     | 7     | 036.80（9人）   | 13着 | R1:09.2（34.7）   | -1.2 | 0石川裕紀人 | 56        | ママコチャ         | 482         |
| 0000.12.10 | 中山   | カペラS         | GIII | ダ1200m（良） | 16    | 5     | 9     | 065.5（14人）   | 16着 | R1:12.0（37.1）   | -2.7 | 0石川裕紀人 | 56        | テイエムトッキュウ | 474         |

## 血統
| オールアットワンスの血統                       | オールアットワンスの血統                                   | オールアットワンスの血統 | （血統表の出典）      | （血統表の出典） |
| 父系                                           | Mr. Prospector系                                           | Mr. Prospector系         | Mr. Prospector系      | [ § 2 ]          |
| 父 *マクフィ Makfi 2007 鹿毛 イギリス          | 父の父Dubawi 2002 鹿毛 アイルランド                        | Dubai Millennium         | Seeking the Gold      | Seeking the Gold |
| 父 *マクフィ Makfi 2007 鹿毛 イギリス          | 父の父Dubawi 2002 鹿毛 アイルランド                        | Dubai Millennium         | Colorado Dancer       |                  |
| 父 *マクフィ Makfi 2007 鹿毛 イギリス          | 父の父Dubawi 2002 鹿毛 アイルランド                        | Zomeradah                | Deploy                | Deploy           |
| 父 *マクフィ Makfi 2007 鹿毛 イギリス          | 父の父Dubawi 2002 鹿毛 アイルランド                        | Zomeradah                | Jawaher               |                  |
| 父 *マクフィ Makfi 2007 鹿毛 イギリス          | 父の母Dhelaal 2002 鹿毛 イギリス                           | Green Desert             | Danzig                | Danzig           |
| 父 *マクフィ Makfi 2007 鹿毛 イギリス          | 父の母Dhelaal 2002 鹿毛 イギリス                           | Green Desert             | Foreign Courier       |                  |
| 父 *マクフィ Makfi 2007 鹿毛 イギリス          | 父の母Dhelaal 2002 鹿毛 イギリス                           | Irish Valley             | Irish River           | Irish River      |
| 父 *マクフィ Makfi 2007 鹿毛 イギリス          | 父の母Dhelaal 2002 鹿毛 イギリス                           | Irish Valley             | Green Valley          |                  |
| 母 シュプリームギフト 2008 青鹿毛 北海道安平町 | 母の父ディープインパクト 2002 鹿毛 北海道早来町            | *サンデーサイレンス      | Halo                  | Halo             |
| 母 シュプリームギフト 2008 青鹿毛 北海道安平町 | 母の父ディープインパクト 2002 鹿毛 北海道早来町            | *サンデーサイレンス      | Wishing Well          |                  |
| 母 シュプリームギフト 2008 青鹿毛 北海道安平町 | 母の父ディープインパクト 2002 鹿毛 北海道早来町            | *ウインドインハーヘア    | Alzao                 | Alzao            |
| 母 シュプリームギフト 2008 青鹿毛 北海道安平町 | 母の父ディープインパクト 2002 鹿毛 北海道早来町            | *ウインドインハーヘア    | Bulghclere            |                  |
| 母 シュプリームギフト 2008 青鹿毛 北海道安平町 | 母の母*スーヴェニアギフト Souvenir Gift 2002 鹿毛 アメリカ | Souvenir Copy            | Mr. Prospector        | Mr. Prospector   |
| 母 シュプリームギフト 2008 青鹿毛 北海道安平町 | 母の母*スーヴェニアギフト Souvenir Gift 2002 鹿毛 アメリカ | Souvenir Copy            | Dancing Tribute       |                  |
| 母 シュプリームギフト 2008 青鹿毛 北海道安平町 | 母の母*スーヴェニアギフト Souvenir Gift 2002 鹿毛 アメリカ | Alleged Gift             | Alleged               | Alleged          |
| 母 シュプリームギフト 2008 青鹿毛 北海道安平町 | 母の母*スーヴェニアギフト Souvenir Gift 2002 鹿毛 アメリカ | Alleged Gift             | *エクセレントギフト   |                  |
| 母系(F-No.)                                    | (FN:1-t)                                                   | (FN:1-t)                 | (FN:1-t)              | [ § 3 ]          |
| 5代内の近親交配                                | Mr. Prospector: M4×S5                                      | Mr. Prospector: M4×S5    | Mr. Prospector: M4×S5 | [ § 4 ]          |
| 出典                                           | 1. 2. 3. 4.                                                | 1. 2. 3. 4.              | 1. 2. 3. 4.           | 1. 2. 3. 4.      |

- 母はオープンのUHB賞勝ち馬で函館スプリントステークス2着馬。
- 叔母に京都牝馬ステークス勝ち馬のデアレガーロがいる。
- 半妹にクイーンカップ勝ち馬のプレサージュリフト（父ハービンジャー）がいる。